# PGC 214783
LEDA/PGC 214783 ist eine Galaxie im Sternbild Pegasus nördlich der Ekliptik, die schätzungsweise 220 Millionen Lichtjahre von der Milchstraße entfernt ist. Gemeinsam mit NGC 7102 bildet sie ein gravitativ gebundenes Galaxienpaar.